# Gary Hocking
Gary Hocking (30. září 1937 – 21. prosince 1962) byl velšský motocyklový závodník. Narodil se v Caerleonu v jihovýchodním Walesu, ale vyrůstal v Jižní Rhodesii. V roce 1958 se účastnil mistrovství světa silničních motocyklů v kategorii 500cc. Jel na motocyklu Norton. Později se mistrovství účastnil ještě několikrát, převážně na motocyklech značky MV Agusta. Zemřel při předzávodním testování na závodu Grand Prix Jižní Afriky 1962 ve voze Lotus 24. Zemřel ve věku 25 let a pochován byl ve velšském Newportu.